# Einheitselektrolokomotive

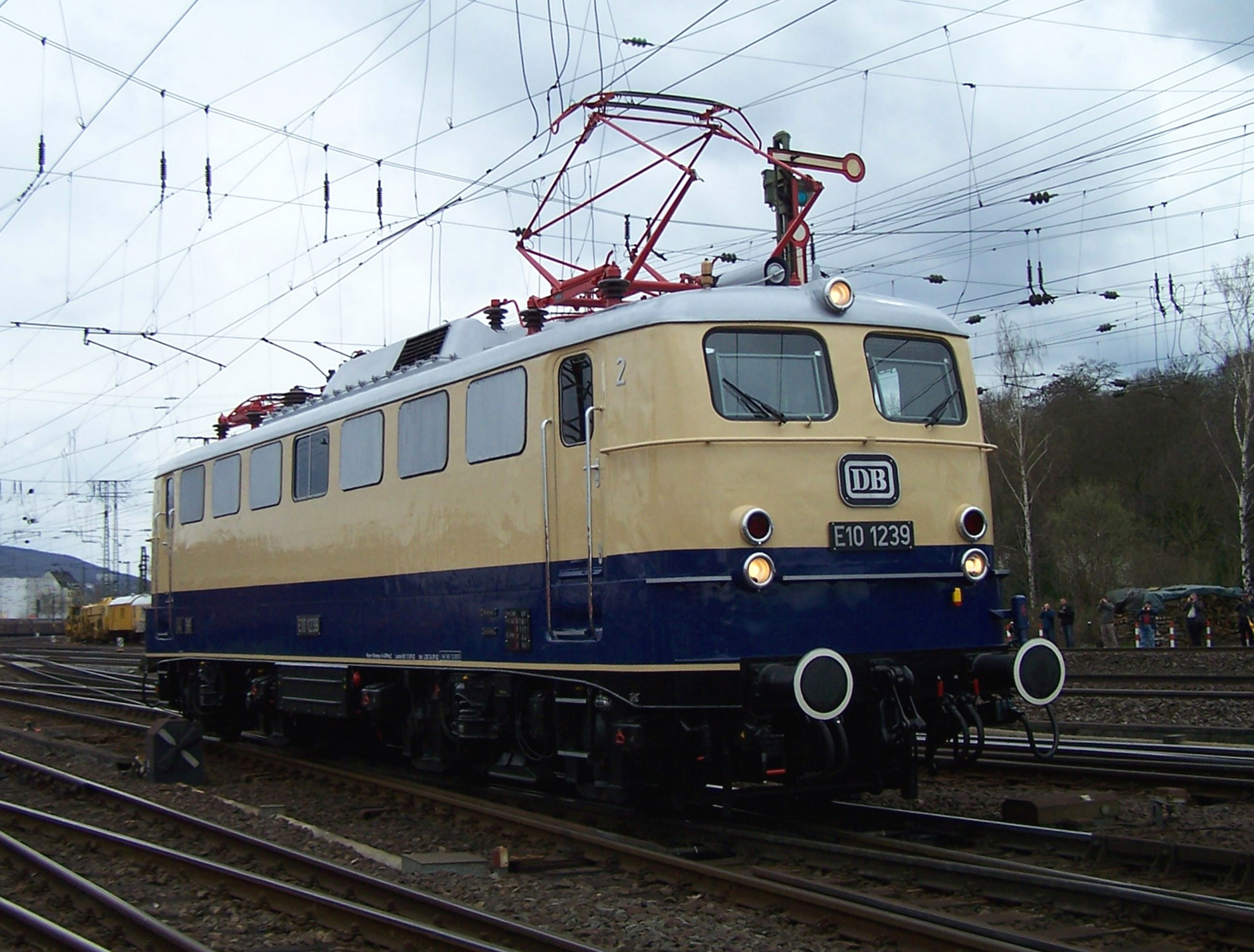
Elektrowóz Baureihe E 10

Einheitselektrolokomotive – lokomotywy elektryczne wyprodukowane dla kolei zachodnioniemieckich. Po II wojnie światowej koleje zachodnioniemieckie początkowo eksploatowały elektrowozy wyprodukowane dla przedwojennych kolei niemieckich. Dlatego w 1950 roku zostały zaprojektowane nowe lokomotywy, przeznaczone do prowadzenia pociągów pasażerskich i towarowych na zelektryfikowanych liniach kolejowych zamiast przedwojennych elektrowozów. W 1952 roku wyprodukowano pierwszy taki elektrowóz Baureihe E 10, przeznaczony do prowadzenia pociągów ekspresowych. W 1957 roku wyprodukowano pierwszy elektrowóz w wersji towarowej Baureihe 150, przeznaczony do prowadzenia ciężkich pociągów towarowych. Dodatkowo by zaspokoić zróżnicowane potrzeby przewoźnika produkowano uniwersalne lokomotywy Baureihe E 40 i Baureihe E 41, przeznaczone do prowadzenia ciężkich pociągów towarowych i osobowych. Elektrowozy były pomalowane na kolor granatowy oraz zielony. Lokomotywy elektryczne są wycofane z eksploatacji i zostały zastąpione przez obecnie eksploatowane nowoczesne lokomotywy elektryczne. Kilka lokomotyw zachowano jako czynne eksponaty zabytkowe.